# Wilhelm Fritz Mattick
Wilhelm Fritz Mattick ( 1901 - 1984 ) fue un liquenólogo, botánico, y micólogo alemán.

## Algunas publicaciones
- Pflanzengeographie. Göschen & Leipzig & Berlín, 1918, reeditado por W. de Gruyter & Co., Berlín, 1929, y por Gruyter, Berlín, 1945, enriquecido por Wilhelm Fritz Mattick en 1958
- 1948. Die Bedeutung der Flechten für die Polargebiete. Polarforschung 2: 98-102
- 1959. History and literature of lichenology. Proc. IX International Bot. Congr. [Montreal] 2: 255-256
- 1968. Bemerkungen zu Masami Sato: an edible lichen of Japan, Gyrophora esculenta Miyoshi. Nova Hedwigia 16: 511-515
- 1980. [Revisión de:] C. Delzenne-Van Haluwyn: Bibliographia Societarum Lichenorum. Bibliotheca Phytosociologica Syntaxonomica, Supplement I. J. Cramer, Vaduz. 1976. - Nova Hedwigia 32: 630-632

- La abreviatura «Mattick» se emplea para indicar a Wilhelm Fritz Mattick como autoridad en la descripción y clasificación científica de los vegetales.[1]